# Андрей Иванов (свещеник)
Вижте пояснителната страница за други личности с името Андрей Иванов.
Поп Андрей (Андрей Игнатов Иванов) е български свещеник и революционер.

## Биография
Роден е през 1879 г. в село Медковец. Завършва свещенически курсове в Русе през 1906 г. и става свещеник в село Сливовик в родния си край. Заради непокорство пред църковните власти е изпратен за 6 месеца в Преображенския манастир.
Член на БКП (т.с.) от 1919 г. и участва в първия ѝ конгрес. След Деветоюнския преврат през 1923 г. работи като партиен куриер между Медковец и Лом.
Взема участие в Септемврийското въстание. Проявява се като командир на оръдие в боевете за Лом. След разгрома на въстанието е заловен от властите и обесен край родното си село.
Поп Андрей е възпят от Гео Милев в поемата „Септември“. Образът му се отличава с драматизъм.

## Семейство
Деца: Любица Иванова